# Unare (paroisse civile)
Unare est l'une des onze paroisses civiles de la municipalité de Caroní dans l'État de Bolívar au Venezuela. Sa capitale est Ciudad Guayana, chef-lieu de la municipalité et conurbation de plusieurs villes dont elle constitue la partie occidentale dont les quartiers ouest de Puerto Ordaz, bordée au nord par le fleuve Orénoque et au sud par le río Caroní. Elle abrite de nombreux quartiers résidentiels, l'aéroport de Ciudad Guayana et les principales usines de la ville dans le secteur de Zona Industrial Matanzas (Sidor, Venalum, Alcasa).

## Géographie

### Situation
La paroisse civile est située à l'ouest de la municipalité de Caroní.

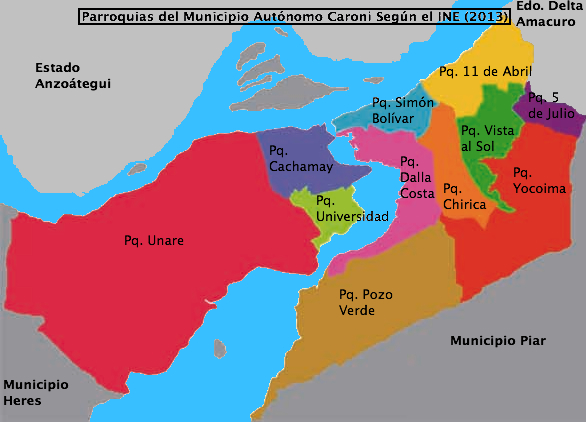
Carte des paroisses civiles de la municipalité de Caroní.

### Hydrographie
La paroisse civile est bordée au nord par le fleuve Orénoque aux îles multiples, notamment sur le territoire paroissial celles de La Ceiba, La Ceibita et Buenos Aires, et au sud par le río Caroní. Les zones industrielles occupent les zones septentrionales du territoire à proximité du fleuve et les zones résidentielles les zones sud, proches du río bordées de baies comme celles de Santa Rosa, Jamaica, del Sur et de Jade qui abrites des plages propices à la baignade. 

### Démographie
Paroisse urbaine de Ciudad Guayana, Simón Bolívar est divisée en plusieurs quartiers de la ville de Puerto Ordaz :
- Curagua
- El Caimito
- El Guamo
- El Llanito
- El Mereyal
- El Tiamo
- Kilómetro 70
- La Ceiba
  - La Ceiba Afuera
  - Sector Punto de Piedra
  - Sector Santa Cruz
- Las Amazonas
- Las Casitas del Core
- Las Peonías
- Lloma Linda Country Club
- Llomas de Santa Rosa
- Mini Fincas
- Parque Canaima
- Playas del Caroní
- Riberas del Caroní
- Río Aro
- Río Caura
- Río Negro
- Río Sipapo
- Río Suapure
- San Jacinto
- Santa Rosa
- Terrazas del Caroní
- Unare
  - Unare I
  - Unare II
  - Unare III
- Urbanización Gran Sabana
- Ventuari
- Villa Bahía
- Villa Betania
- Villa Caruachi
- Villa Celestial
- Villa Ikabarú
- Villa Jade
- Villa Jamaica
- Villa La Paragua
- Villa Pavo Real
- Villa Upata
- Zona Industrial 321
- Zona Industrial Los Pinos
- Zona Industrial Matanzas
- Zona Industrial Unare I
- Zona Industrial Unare II
- Zona Industrial Unare III